# 電撃性紫斑病
電撃性紫斑病（でんげきせいしはんびょう）は、何らかの重症な感染症をきっかけとして皮下出血や、四肢の対称性壊疽が生じ、手足の指先などから黒く壊死してくる病気。

## 概要
急激に皮膚の進行性壊死が発症し、時には死に至る危険性もある。
どのような状況や背景で発症しやすいのかは明らかになっておらず、また状況によっては迅速な手術が必要となるが、非常に稀な病気のため、最適な外科的治療が難しい。